# Tirano Banderas (pel·lícula)
Tirano Banderas és una pel·lícula espanyola estrenada en 1993 i dirigida per José Luis García Sánchez. Guanyadora de cinc Premis Goya, va participar també a la Seminci de 1993, on el seu protagonista Gian Maria Volontè va rebre el premi al millor actor.

## Argument
Basat en la novel·la homònima de Ramón María del Valle-Inclán, tracta de Santos Banderas (Gian Maria Volonté), dictador d'una imaginària colònia hispanoamericana, Santa Fé de Tierra Firme, que sol i amargat haurà de fer front a les ires del seu poble. Només té debilitat per la seva filla Lupita, dement i anorèxica, que manté segrestada. Envoltat d'aduladors, per tal d'enfrontar-se als indígenes dirigits pel comunista Don Roque, decideix demanar préstecs al banquer Quintin Pereda, exponent de la comunitat espanyola del país, i que està extorquint a l'ambaixador espanyol, el baró de Benicarles, conegut homosexual, per les seves relacions amb Currito. Don Roque és detingut, però Banderas li ofereix una aliança per tal de mantenir les tropes estrangeres fora del país. Alhora, Pereda és assassinat per Zacarías perquè ha matat la seva esposa per no haver pagat un deute. Finalment, l'exèrcit revolucionari entra a la ciutat comandat pel coronel Domiciano de la Gándara, qui ofereix Banderas un judici just. Banderas acaba d'assassinar Lupita i és mort d'un tret per Zacarías. Finalment, Don Roque és nomenat president i de la Gándara cap de l'exèrcit.

## Repartiment
- Gian Maria Volontè	... Tirano Banderas
- Ana Belén	... Lupita
- Juan Diego... Nacho Veguillas
- Ignacio López Tarso... Coronel de la Gándara
- Javier Gurruchaga... Baró de Benicarles
- Fernando Guillén	... Quintín Pereda
- Patricio Contreras... Zacarías
- Enrique San Francisco...	Doctor Polonès
- Gabriela Roel	...	Chinita
- Manuel Bandera…	Currito
- Daisy Granados...	Doña Rosita Pintado
- Omar Valdés	...	Roque Cepeda

## Palmarès cinematogràfic
VIII Premis Goya
| Categoria                    | Candidat                                 | Resultat  |
| ---------------------------- | ---------------------------------------- | --------- |
| Millor guió adaptat          | José Luis García Sánchez i Rafael Azcona | Guanyador |
| Millor direcció de producció | José Luis García Arrojo                  | Guanyador |
| Millor muntatge              | Pablo González del Amo                   | Guanyador |
| Millor direcció artística    | Félix Murcia                             | Guanyador |
| Millor vestuari              | Andrea D'Odorico                         | Guanyador |
| Millor maquillatge           | Solange Aumaitre i Magdalena Álvarez     | Guanyador |